# Jari Savolainen
Jari Savolainen (ur. 7 stycznia 1974 r.) – fiński narciarz, specjalista narciarstwa dowolnego. Najlepszy wynik na mistrzostwach świata osiągnął podczas mistrzostw w Whistler, gdzie zajął 7. miejsce w jeździe po muldach. Nigdy nie startował na igrzyskach olimpijskich. Najlepsze wyniki w Pucharze Świata osiągnął w sezonie 2000/2001, kiedy to zajął 30. miejsce w klasyfikacji generalnej.
W 2003 r. zakończył karierę.

## Sukcesy

### Mistrzostwa Świata
| Miejsce | Dzień       | Rok  | Miejscowość | Konkurencja      | Zwycięzca       |
| ------- | ----------- | ---- | ----------- | ---------------- | --------------- |
| 7.      | 19 stycznia | 2001 | Whistler    | Jazda po muldach | Mikko Ronkainen |
| 17      | 21 stycznia | 2001 | Whistler    | Muldy podwójne   | Stéphane Yonnet |
| 31.     | 31 stycznia | 2003 | Deer Valley | Jazda po muldach | Mikko Ronkainen |

### Puchar Świata

#### Miejsca w klasyfikacji generalnej
- 1994/1995 – 92.
- 1995/1996 – 114.
- 1997/1998 – 81.
- 1999/2000 – 65.
- 2000/2001 – 30.
- 2001/2002 – -
- 2002/2003 – -

#### Miejsca na podium
1. Tandådalen – 27 listopada 1999 (Muldy podwójne) – 3. miejsce